# Morgenkvalme
Morgenkvalme (undertiden også kaldet svangerskabskvalme eller graviditetskvalme) (latin: emesis gravidarum) er en form for kvalme, som mellem 50 og 85 procent af alle gravide kvinder oplever. Kvalmen opstår som regel omkring 6. graviditetsuge og forsvinder for de fleste omkring 12. uge. Kvalmen medfører kun sjældent alvorlig påvirkning af den gravides helbred, ligesom den heller ikke skader fostret. Trods navnet kan morgenkvalme opstå når som helst på dagen. Kvinder, der er i hormonbehandling, kan også få morgenkvalme. 
Årsagen til morgenkvalmen er ikke kendt, men skyldes formentlig det forøgede hormonniveau i kroppen. Den opfattes af sundhedspersoner undertiden som et godt tegn, idet det betyder, at fostret udvikler sig som det skal, ligesom forskere har påpeget, at kvinder med morgenkvalme føder børn, der er mere intelligente end gennemsnittet.
Ingefær menes at have en forebyggende effekt på morgenkvalme, ligesom akupressur og elektroakupunktur har vist sig at kunne fjerne kvalmen. Medicinsk kan morgenkvalme behandles med antihistaminer.
Svær morgenkvalme, hyperemesis gravidarum, kan være sundhedsskadeligt for både mor og barn.